# کالیبر ۵۴×۷٫۶۲ میلی‌متر آر
کالیبر ۵۴×۷٫۶۲ میلی‌متر لبه دار (انگلیسی: 7.62×54mmR) یک فشنگ تفنگ گلوله‌زنی لبه دار است که توسط امپراتوری روسیه توسعه یافت و به عنوان یک فشنگ خدماتی در سال ۱۸۹۱ معرفی شد. این کالیبر که در اصل برای تفنگ گلنگدنی موسین–ناگانت طراحی شده بود، در اواخر دوران امپراتوری روسیه، سراسر دوره شوروی و تا امروز مورد استفاده قرار گرفته‌است. این فشنگ یکی از معدود فشنگ‌های دارای حاشیه استاندارد است که هنوز مورد استفاده نظامی قرار می‌گیرد و یکی از طولانی‌ترین عمر فشنگ‌های نظامی مورد استفاده را دارد.

## سلاح‌های کالیبر ۵۴×۷٫۶۲ میلی‌متر

### مسلسل
- ای‌ای‌کا-۹۹۹
- ماکسیم–توکارف
- پی‌کا
- پی‌ام ام۱۹۱۰
- گرینوف
- یوکا وی‌زد. ۵۹

### تفنگ گلوله‌زنی
- تفنگ بردان
- موسین–ناگانت

### تفنگ نیمه‌خودکار
- دراگونوف